# Instituto de Seguridad y Servicios Sociales de los Trabajadores del Estado

Logo

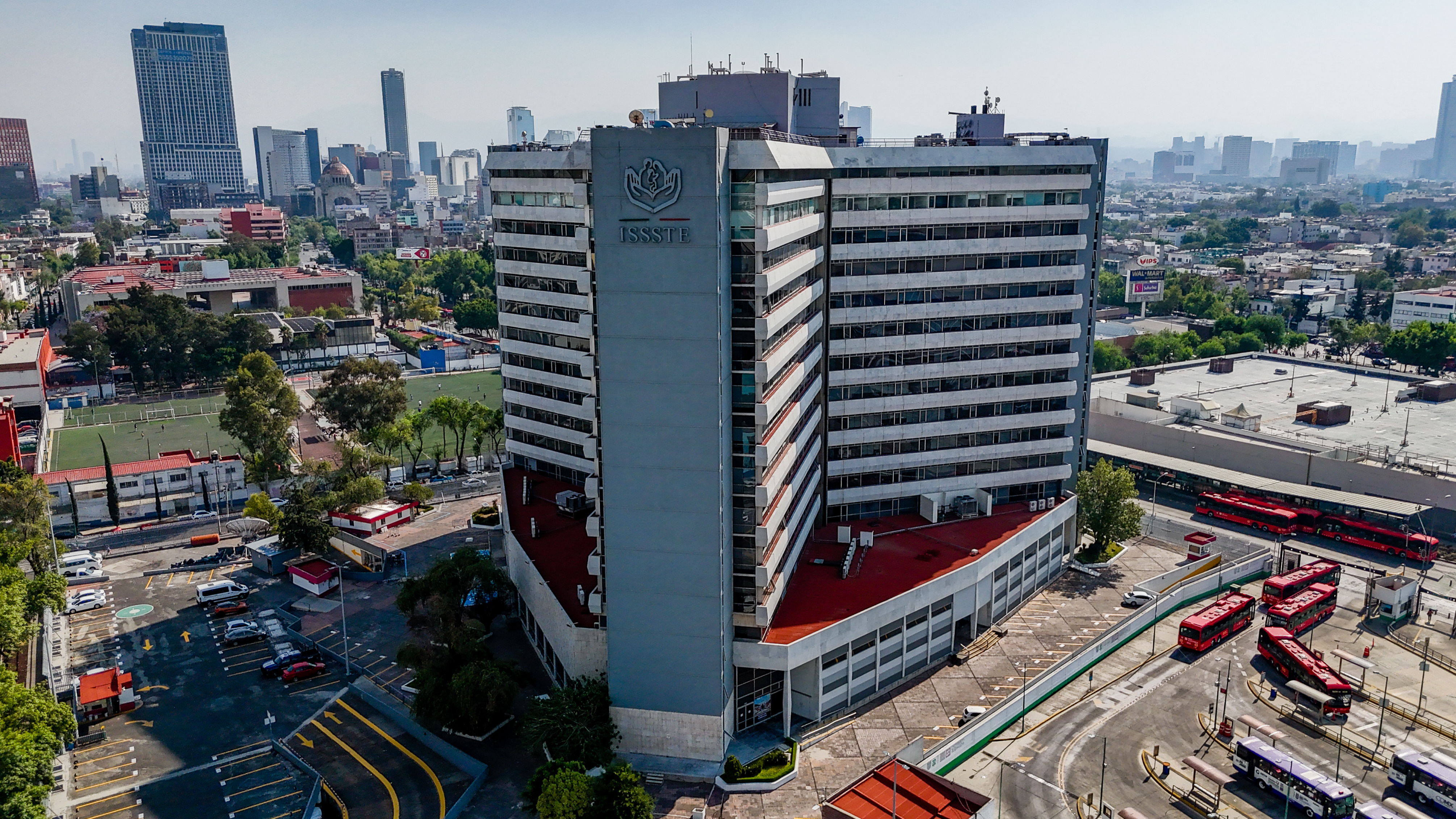
Hauptzentrale des ISSSTE

Das Instituto de Seguridad y Servicios Sociales de los Trabajadores del Estado (ISSSTE) ist die 1959 während der Regierungszeit des Präsidenten Adolfo López Mateos gegründete mexikanische Behörde für Soziale Sicherheit und Sozialleistungen für Staatsbedienstete mit Sitz in Mexiko-Stadt.
Wie auch das für die zivilen Arbeitnehmer zuständige Instituto Mexicano del Seguro Social ist das ISSSTE eine staatliche Institution. Derzeitiger Generaldirektor ist Miguel Ángel Yunes Linares.